# St.-Jakobus-Kirche (Međugorje)

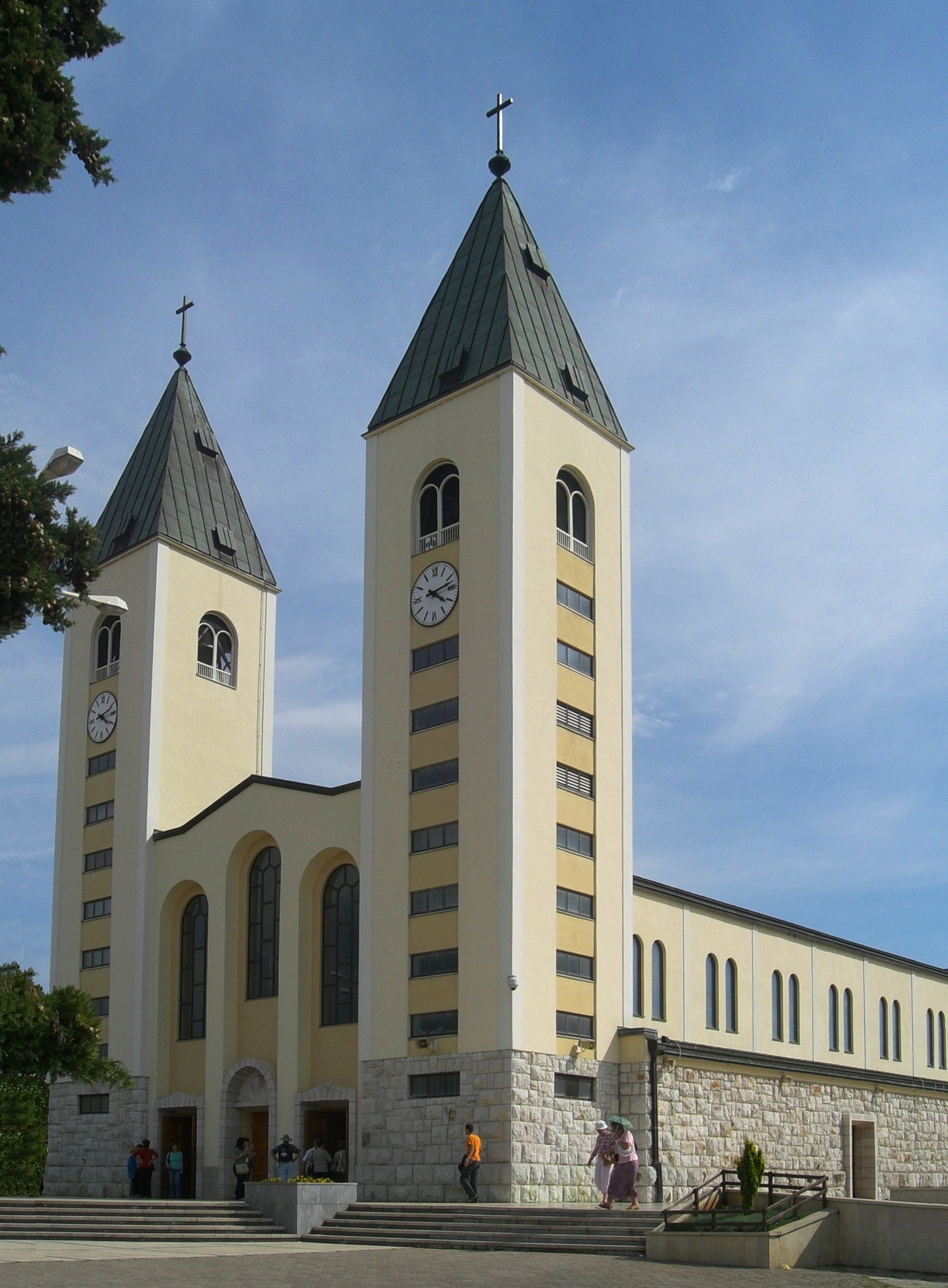
St.-Jakobus-Kirche in Međugorje

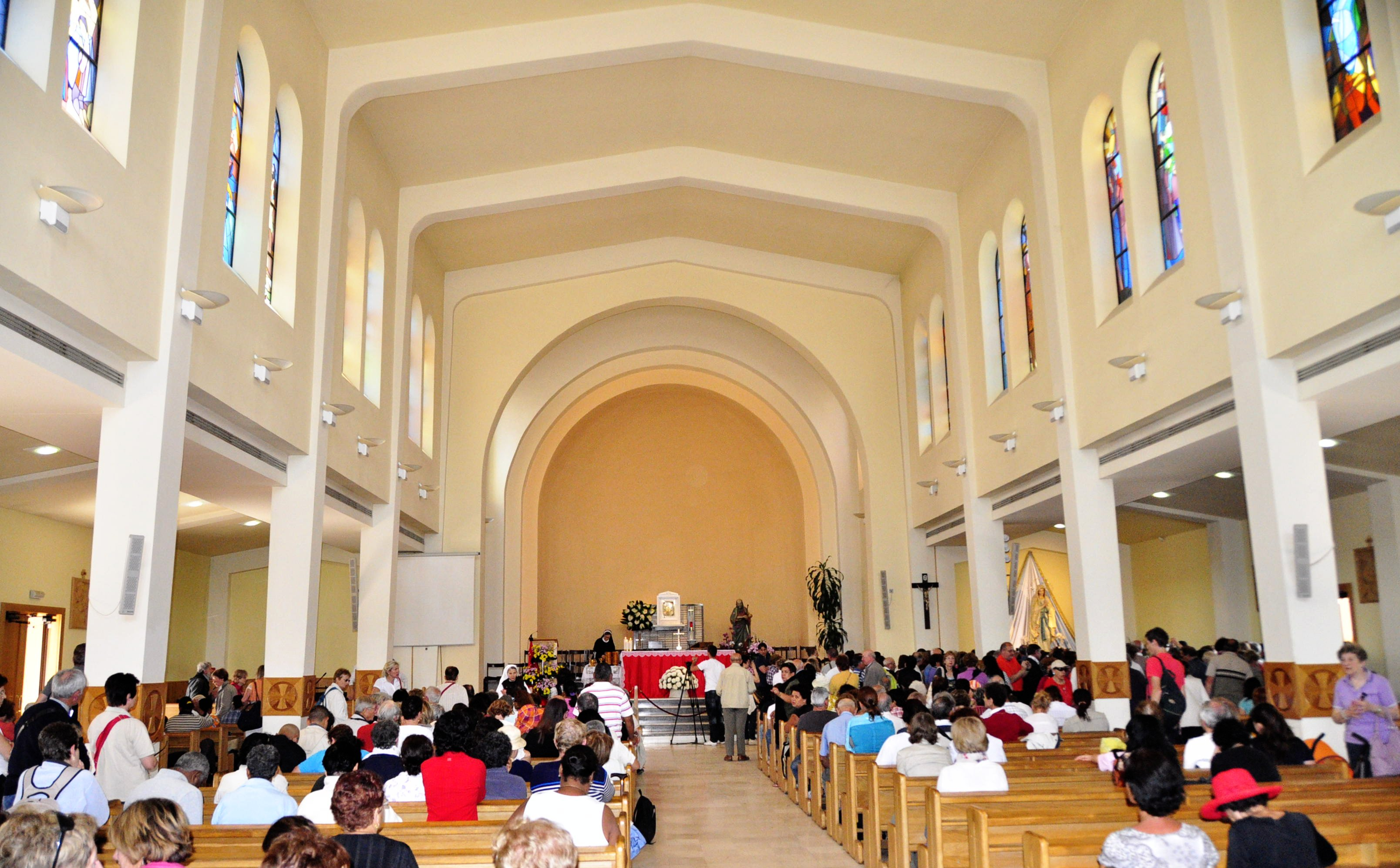
Inneres

Die St.-Jakobus-Kirche ist die katholische Pfarrkirche des Wallfahrtsorts Međugorje und der Gemeinde Čitluk in Bosnien und Herzegowina.
Sie ist dem Patrozinium des Apostels Jakobus dem Älteren unterstellt. Die Pfarrei wird von Franziskanern der Bosnischen Franziskanerprovinz betreut.
Der Bau der alten Pfarrkirche wurde 1897 beendet, bald nach der Gründung der Pfarrei (1892).
Es war ein für seine Zeit geräumiger Bau. Da er jedoch auf unstabilem Fundament stand, begannen bald Risse aufzutreten. Unmittelbar nach dem Ende des Ersten Weltkriegs begannen die Pfarreimitglieder über den Bau einer neuen Kirche nachzudenken. Dieser Bau dauerte von 1934 bis zum 19. Januar 1969, dem Tag seiner Weihe.

## Beschreibung
Die beiden Türme haben quadratischen Grundriss und schließen mit Zeltdächern ab. Zwischen den Türmen befindet sich der dreitürige Eingang und im Tympanon über dem mittleren Eingang ein Relief mit der Abbildung des Kirchenpatrons.
Die Kirche ist an einen klassischen Basilikabau angelehnt.
Das Kirchenschiff ist in sieben Joche gegliedert, die wiederum im Inneren mit Unterzügen und Wandpfeilern unterteilt sind, wobei das siebente Joch zur halbrunden Apsis hin durch einen runden Triumphbogen abgeteilt ist.
Wegen der immer zahlreicher werdenden Pilger wurden die Kirche und das Areal um die Kirche seit 1981 ständig den neuen Bedürfnissen angepasst.
Die Kirche des hl. Jakobus ist heute der Mittelpunkt und das Zentrum des sakramentalen Lebens und des Gebetslebens der Pfarreimitglieder und der Pilger.
Ein umzäunter Park östlich des Heiligtums erinnert an den Ort, an dem die alte Pfarrkirche einst gestanden hat.

## Außenaltar
Der Außenaltar, der 1989 errichtet wurde, und das umliegende Gebetsareal (mit ca. 5000 Sitzplätzen) dienen
während der Sommermonate als Versammlungsort für große liturgische Feiern, wenn Tausende von Pilgern sich in Međugorje einfinden.